# Acrocyrtidus argenteofasciatus
Acrocyrtidus argenteofasciatus es una especie de escarabajo longicornio del género Acrocyrtidus, tribu Compsocerini, subfamilia Cerambycinae. Fue descrita científicamente por Pic en 1903.
Se distribuye por China, Laos y Vietnam. Mide aproximadamente 10,5-22,5 milímetros de longitud. El período de vuelo de esta especie ocurre entre marzo y julio.